# Зиринг, Никки
Ни́кки Зи́ринг (англ. Nikki Ziering), при рождении — Натали́ Ши́лер (англ. Natalie Schieler; 9 августа 1971, Норуолк, Калифорния, США) — американская актриса, кинопродюсер и фотомодель. Была Playmate мужского журнала «Playboy» в сентябре 1997 года.

## Личная жизнь
В 1997—2002 годах Никки была замужем за актёром Иэном Зирингом (род.1964). Перед браком приняла иудаизм.
В настоящее время Зиринг находится в гражданском браке с Риком Рейнольдсом. У пары есть дочь — Тейтум Элла Рейнольдс (род. 27.03.2009).

## Избранная фильмография
| Год  |    | Русское название                                | Оригинальное название          | Роль               |
| ---- | -- | ----------------------------------------------- | ------------------------------ | ------------------ |
| 1998 | с  | Беверли-Хиллз, 90210                            | Beverly Hills 90210            | Стефани            |
| 1998 | с  | Частный детектив Майк Хаммер                    | Mike Hammer, Private Eye       | доктор / мисс Уэбб |
| 1998 | тф | Вавилон-5: Река душ                             | Babylon 5: The River of Souls  | голограмма женщины |
| 2002 | ф  | Остин Пауэрс: Голдмембер                        | Austin Powers in Goldmember    | женщина            |
| 2002 | ф  | Мошенники                                       | Serving Sara                   | Эллисон            |
| 2003 | ф  | Американский пирог: Свадьба                     | American Wedding               | офицер Кристал     |
| 2004 | ф  | Макс-разрушитель: Проклятие нефритового дракона | Max Havoc: Curse of the Dragon | девушка в баре     |
| 2004 | с  | Клава, давай!                                   | Less Than Perfect              | Глория             |
| 2004 | с  | Молодые и дерзкие                               | The Young and the Restless     | Лоррейн            |